# Turfanodon
Turfanodon è un genere estinto di terapsidi, appartenente ai dicinodonti. Visse nel Permiano superiore (circa 254 - 252 milioni di anni fa) e i suoi resti fossili sono stati ritrovati in Cina.

## Descrizione
Questo animale doveva essere di grosse dimensioni se rapportato a quelle di altri dicinodonti del Permiano, e probabilmente poteva sfiorare i due metri di lunghezza. Turfanodon, come molti suoi simili, doveva possedere un corpo robusto a forma di botte, una coda relativamente corta e quattro arti robusti e corti. Il cranio era dotato di un becco simile a quello di una tartaruga, probabilmente ricoperto da cheratina nell'animale in vita, e di due zanne caniniformi allungate e robuste, poste appena dietro il becco nella mascella superiore; il muso era particolarmente alto e possedeva un profilo notevolmente inclinato. Era assai simile a Peramodon, Syops e Vivaxosaurus: come questi possedeva una regione preparietale depressa, anteriore al forame pineale. 
Turfanodon era inoltre caratterizzato da un processo ascendente molto allungato nella premascella (simile a quello riscontrato in Dinanomodon e in Vivaxosaurus), da una regione facciale fortemente ornamentata da piccoli solchi circolari, da una barra intertemporale lunga e stretta con un'esposizione dei parietali molto stretta, da un orientamento verticale dei postorbitali nella barra intertemporale, da un margine dorsale dell'osso squamoso molto arrotondata (in vista laterale) e da una regione interorbitale piuttosto larga. La specie Turfanodon jiufengensis era caratterizzata dalla presenza di due protuberanze ben sviluppate sulle ossa nasali.

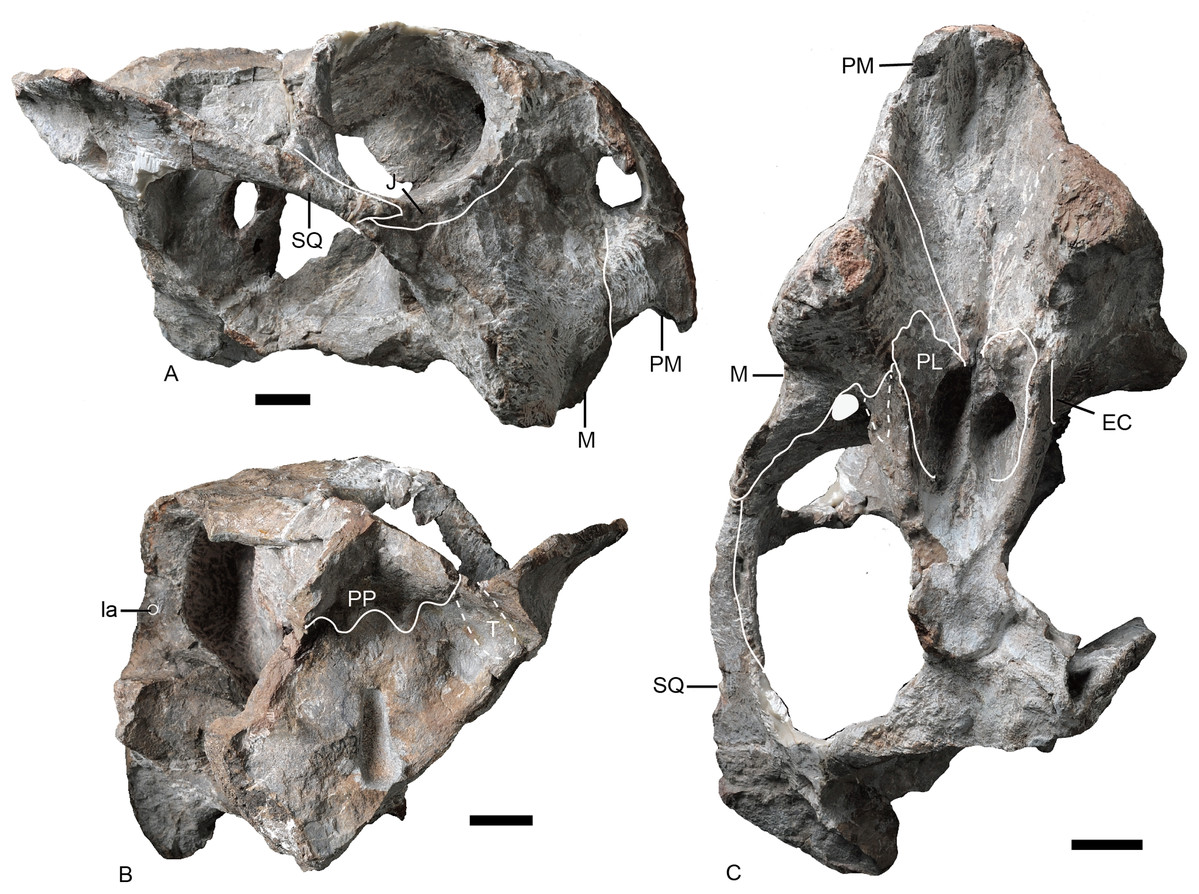
Cranio di Turfanodon jiufengensis

## Classificazione
Turfanodon è considerato un membro derivato dei dicinodonti, il grande gruppo di terapsidi dalle abitudini erbivore tipici del Permiano e del Triassico; in particolare, Turfanodon è un membro del clade Pristerodontia, alla base di un gruppo comprendente i Kannemeyeriiformes e i Lystrosauridae, ovvero le forme più derivate tra i dicinodonti (Kammerer et al., 2013).

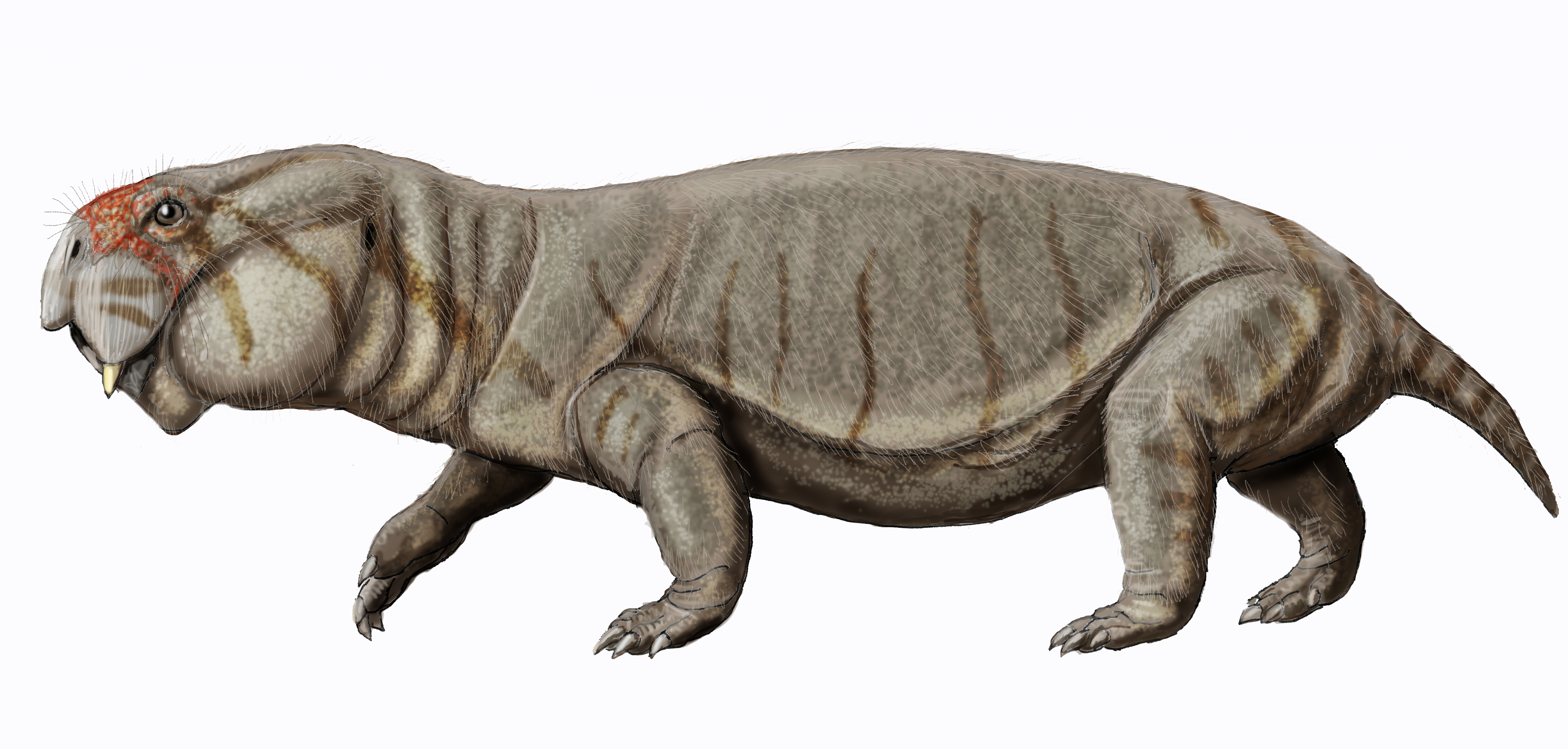
Ricostruzione di Turfanodon jiufengensis

La specie tipo, Turfanodon bogdaensis, venne descritta per la prima volta da Sun nel 1973, sulla base di resti fossili ritrovati nella zona di Taoshuyuan (Xinjiang, Cina); altri fossili inizialmente descritti come Dicynodon sunanensis e successivamente attribuiti a questa specie sono stati scoperti nei pressi di Lugou (Gansu, Cina). Un'altra specie nota inizialmente come Striodon magnus e rinvenuta nei pressi di Dongxiaolongkou (Xinjiang) è stata in seguito attribuita a T. bogdaensis. Nel 2021 venne descritta un'altra specie attribuita a questo genere, T. jiufengensis, proveniente dalla formazione Naobaogou in Mongolia Interna.